# Kapspur

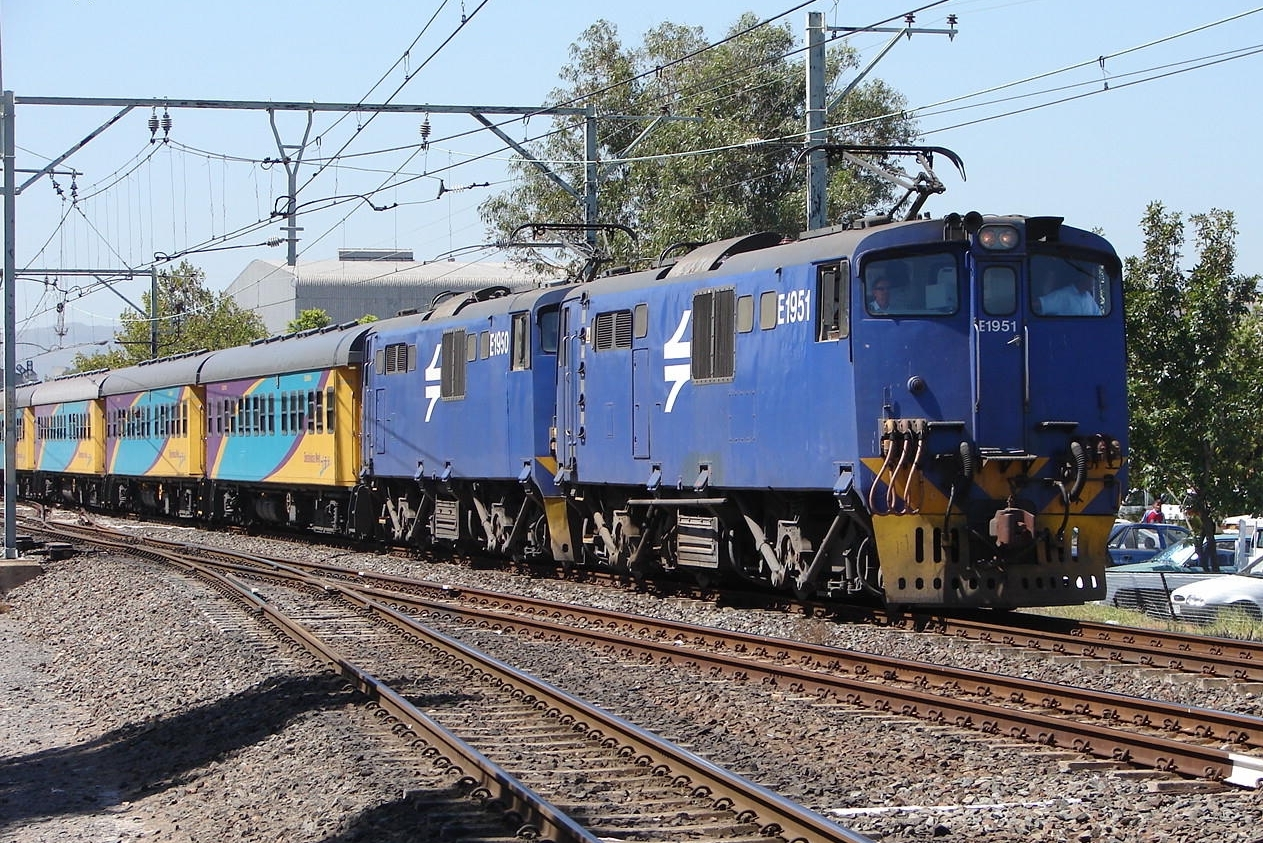
Südafrikanischer Fernzug mit Doppeltraktion im Mai 2013 auf Kapspurgleisen. Die vierachsigen Lokomotiven aus den Jahren 1979 bis 1981 der SAR Baureihe 6E1 haben eine Masse von rund 89 t und einen Achsdruck von rund 22,25 t

Als Kapspur wird eine schmale Spurweite von Eisenbahngleisen bezeichnet, bei der der Abstand zwischen den Schienenkopf-Innenseiten mit 3½ englischen Fuß oder 42 englischen Zoll bemessen ist, was 1067 Millimetern entspricht. Die ursprüngliche Bezeichnung lautete CAP-Spur nach den Initialen des Norwegers Carl Abraham Pihl, der sie erstmals in größerem Umfang angewendet hat, und steht nicht ursächlich in Zusammenhang mit der Kapregion in Südafrika, auch wenn dort sehr viele Strecken in dieser Spurweite gebaut wurden (insbesondere wegen des Hex-River-Tunnels).

## Geschichte
Strecken mit 42 Zoll Spurweite gab es schon in der Frühzeit der Eisenbahn, jedoch beschränkt auf kurze Pferde- und Grubenbahnen.

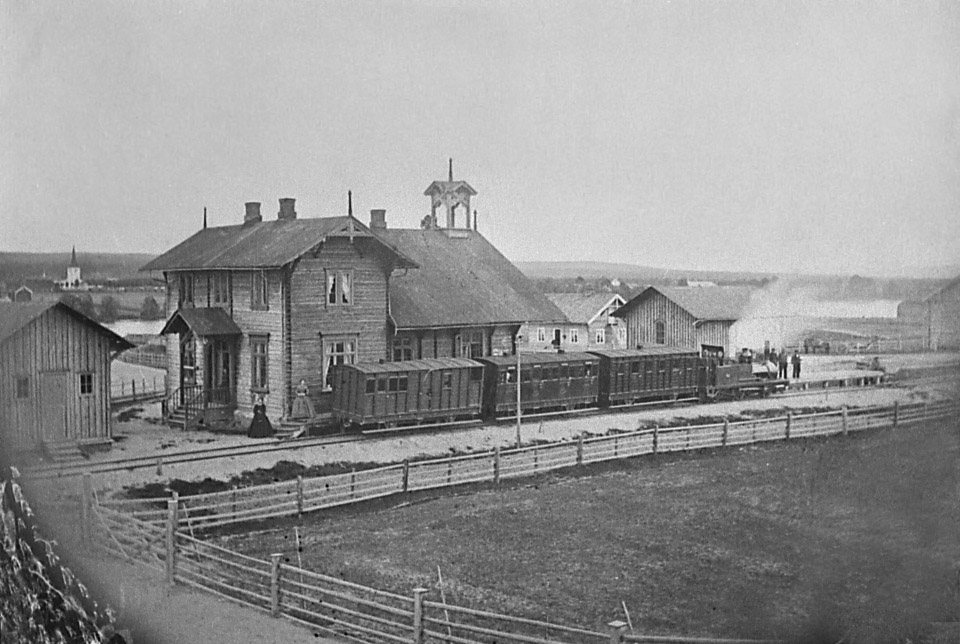
Der Bahnhof von Elverum (Norwegen) um das Jahr 1870 mit einem Zug der Schmalspurbahn

Die erste von Carl Abraham Pihl erbaute Bahn in Kapspur war die am 23. Juni 1862 eröffnete Strecke der Hamar–Grundsetbanen in Norwegen. Der ausführende Eisenbahningenieur Pihl hatte erkannt, dass eine Erschließung des gebirgigen und dünn besiedelten Landes mit normalspurigen Bahnen unrentabel wäre, und legte eine schmalere Spurweite zugrunde, die eine bessere Anpassung an das Terrain ermöglichte. In Verbindung mit einer leichten Bauweise lagen die Baukosten im Vergleich zur Normalspur um 25 % niedriger. Bis 1880 wurden in Norwegen insgesamt 970 Kilometer kapspurige Eisenbahnen gebaut. Mit Ausnahme einer Nebenbahn wurden zwischen 1904 und 1949 alle diese Bahnen auf Normalspur umgebaut. Außerhalb Norwegens kam die Kapspur in Europa nur vereinzelt zur Anwendung, so etwa im südlichen Schweden, bei Kleinbahnen in Russland und bei verschiedenen Dampfstraßenbahnen in den Niederlanden. Die Straßenbahn Tallinn hat als einziges in Europa bestehendes Netz noch Kapspur.

## Moderner Einsatz

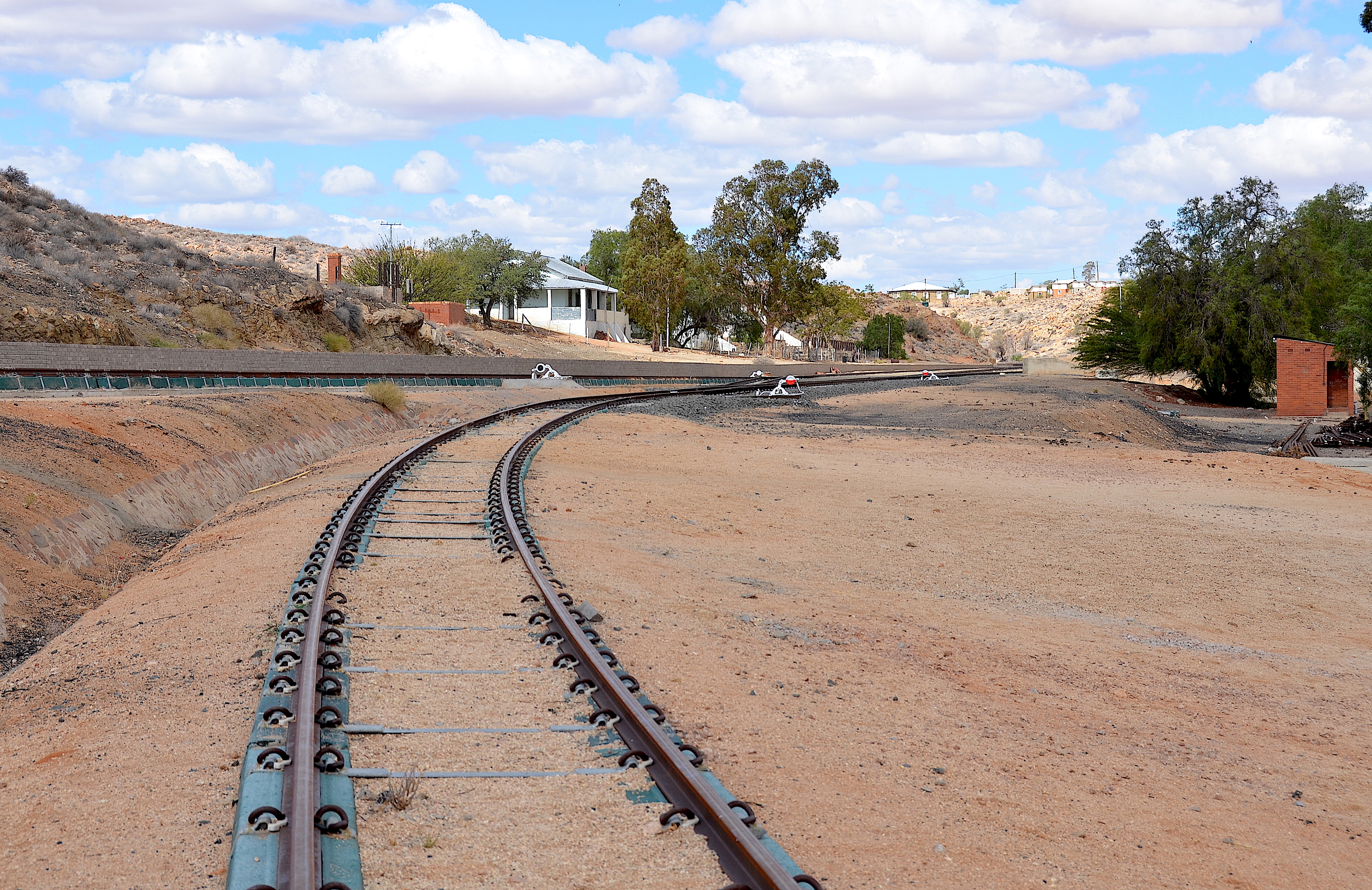
Neues Kapspurgleis in Aus in Namibia (2017)

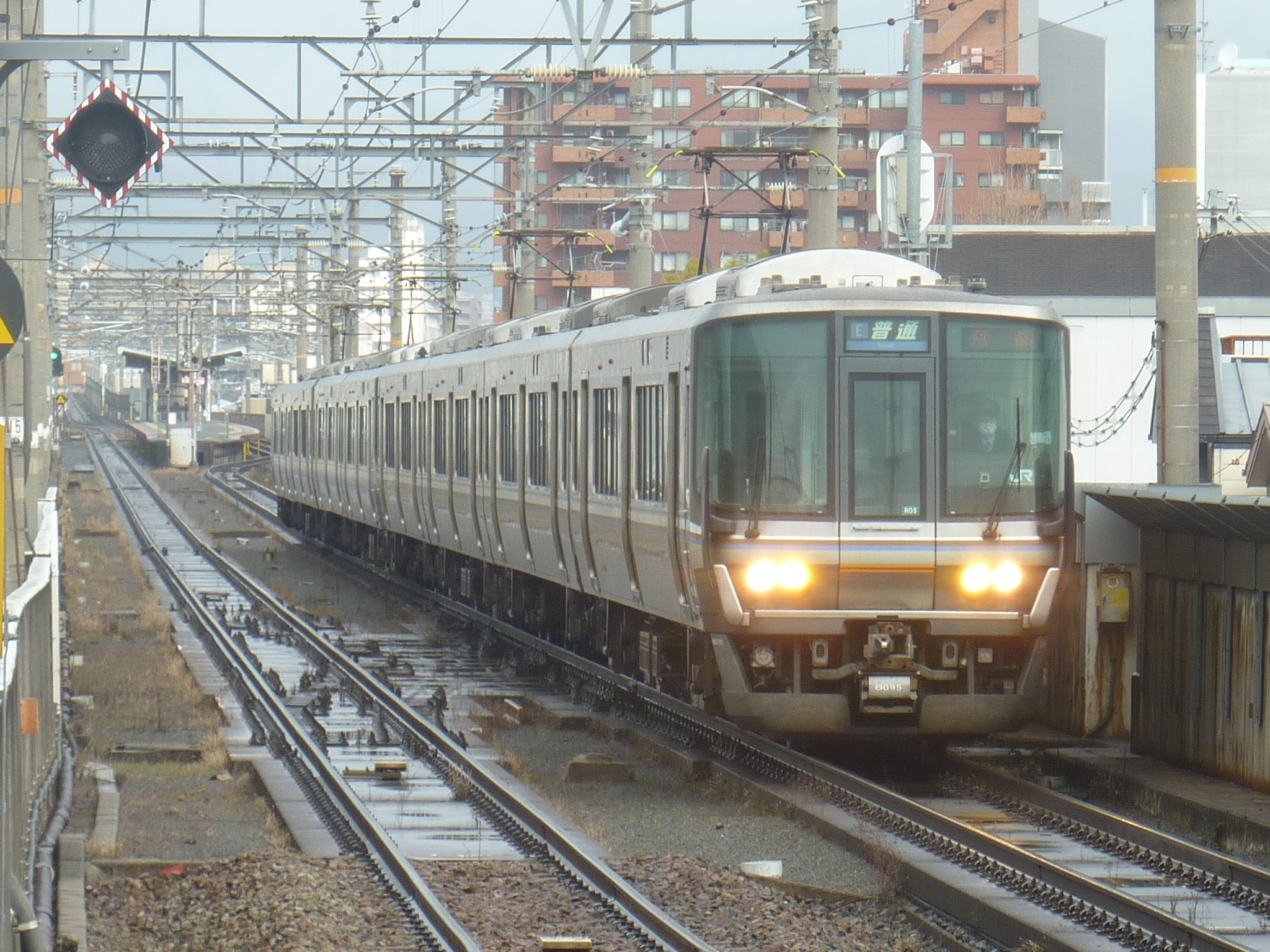
Kapspurstrecke in Japan

- Heute ist die Kapspur im gesamten südlichen Afrika verbreitet, darunter in Südafrika, Lesotho, Eswatini, Mosambik, Simbabwe, Botswana, Namibia, Angola, Sambia, der DR Kongo und Tansania, wo sie mit der TAZARA bis nach Daressalam reicht.
→ Siehe Abschnitt Afrika im Artikel Schmalspurbahn
- In Asien findet man die Kapspur in Japan (mit Ausnahme der Hochgeschwindigkeitsstrecken, die in Normalspur gebaut wurden), in Taiwan (mit Ausnahme der Hochgeschwindigkeitsstrecke und der MRT in Taipeh und in Kaohsiung, die in Normalspur gebaut wurden) sowie in Indonesien. In Hongkong wird sie von der Straßenbahn genutzt. Die Eisenbahn auf der Insel Sachalin wurde Anfang des 20. Jahrhunderts von 600 mm auf Kapspur umgespurt; sie wurde im August 2020 im Zuge der Anbindung des Inselnetzes an das russische Schienennetz durch die noch zu bauende Sachalinbrücke auf die russische Breitspur umgespurt.
→ Siehe Abschnitte Japan, Weitere Länder und Russland im Artikel Schmalspurbahn
- Im australischen Schienenverkehr ist die Kapspur in den Bundesstaaten Queensland, Western Australia und Tasmanien sowie im benachbarten Neuseeland verbreitet.
→ Siehe Abschnitt Australien und Ozeanien im Artikel Schmalspurbahn
- Auf den beiden amerikanischen Kontinenten besteht die Kapspurstrecke Guayaquil–Quito in Ecuador. Auch einige Straßenbahnen, darunter die berühmten Cable Cars in San Francisco, sind kapspurig.
→ Siehe Abschnitt Amerika im Artikel Schmalspurbahn
- In Europa bestehen außer der Straßenbahn der estnischen Hauptstadt Tallinn lediglich noch einzelne Museumsbahnen in dieser Spurweite, so etwa in Norwegen die Setesdalsbanen oder die Stichting voorheen RTM (deutsch Stiftung ehemalige RTM).

## Verwendung
Bedingt durch die von der Spurweite abhängigen Bogenradien können sich die mit Kapspur ausgestatteten Eisenbahnen besser dem Geländeverlauf anpassen, so dass solche Trassen im Vergleich mit normalspurigen wirtschaftlicher herzustellen sind.
Die Leistungsfähigkeit der Kapspur entspricht in etwa der der Meterspur. Der Vorteil geringerer Baukosten wird bei schmalen Spurweiten prinzipiell durch die etwas geringere zulässige Achslast und eine geringere Stabilität der Fahrzeuge gegen Kippen erkauft. Somit sind auch der Kapspur im Schwer- und Hochgeschwindigkeitsverkehr Grenzen gesetzt. Im Vergleich mit europäischen Schmalspurbahnen erreichen jedoch viele Bahngesellschaften in Japan und im südlichen Afrika auf Kapspur erstaunliche Leistungen. So sind in Japan, Australien und Südafrika Personenzüge mit Geschwindigkeiten bis zu 160 km/h auf Kapspur unterwegs. Bedenkt man, dass auf Normalspur-Gleisen in Nordamerika 30 t Achslast die Regel sind und teilweise mit bis zu 35 t Achslast auf Werksbahnen gefahren wird, so wird deutlich, dass der europäische Standard von 22,5 t Achslast auch auf kap- und meterspurigen Strecken technisch kein Limit bedeutet. Teilweise sind dort daher auch schwerere Güterzüge üblich als bei den europäischen Normalspur-Bahnen, und es stehen entsprechend leistungsfähige Lokomotiven zur Verfügung.
Eine spezielle Fahrzeug-Anpassung an die Kapspur (und andere schmale Spurweiten) waren die im ganzen südlichen Afrika sowie Südamerika verbreiteten Garratt-Dampflokomotiven. Diese Bauart erlaubte es, den Schwerpunkt der Lokomotiven auch bei einem großen Kessel niedrig zu halten, was wegen der Kippgefahr umso wichtiger ist, je schmaler die Spurweite und enger der Kurvenradius ist.